# The Killing of Kenneth Chamberlain
The Killing of Kenneth Chamberlain ist ein Film von David Midell, der Ende Oktober 2019 beim Austin Film Festival seine Premiere feierte.

## Handlung
Als zwei Polizisten nach einem Notruf in die Wohnung von Kenneth Chamberlain kommen, um nach diesem zu sehen, kommt es zu einer Auseinandersetzung, bei der der alte, afroamerikanische Kriegsveteran, der unter einer bipolaren Störung leidet, getötet wird.

## Produktion

Kenneth Chamberlain (hier als junger Mann), ein Marine im Ruhestand, wurde im November 2011 erschossen

Der Film erzählt von den wahren Geschehnissen am 19. November 2011, als Kenneth Chamberlain in seinem Haus in White Plains, New York, erschossen wurde. Nach einem Notruf wurde der 68-jährige, schwarze Ex-Marine von den eintreffenden Polizisten getötet, die nach ihm sehen sollten. Kenneths letzten Worte waren “Why do you have your guns out?”
Regie führte David Midell, der auch das Drehbuch schrieb. Frankie Faison ist in der Titelrolle von Kenneth Chamberlain Sr. zu sehen.
Der Film wurde komplett in einer kleinen Wohnung und in einem Flur gedreht.
Der Film feierte Ende Oktober 2019 beim Austin Film Festival seine Premiere. Im Juni 2020 wurde er beim virtuellen Oxford Virtual Film Festival gezeigt. Ende August 2020 erfolgte eine Vorstellung im Rahmen der Online-Edition des American Black Film Festivals, im Oktober 2020 beim Heartland Filmfestival.

## Rezeption

### Kritiken
Der Film konnte 97 % der bei Rotten Tomatoes verzeichneten Kritiker überzeugen und erhielt hierbei eine durchschnittliche Bewertung von 7,9 der möglichen 10 Punkte.

### Auszeichnungen (Auswahl)
Austin Film Festival 2019
- Auszeichnung mit dem Publikumspreis – Narrative Feature (David Midell und Enrico Natale)
- Auszeichnung mit dem Jury Award – Narrative Feature (David Midell und Enrico Natale)[11]

Gotham Awards 2021
- Auszeichnung als Bester Darsteller (Frankie Faison)[12]

Independent Spirit Awards 2022
- Nominierung als Bester Hauptdarsteller (Frankie Faison)
- Nominierung für den Besten Filmschnitt (Enrico Natale)

Heartland Filmfestival 2020
- Auszeichnung mit dem Spirit of Change Award[13][9]

Independent Spirit Awards 2021
- Nominierung für den Someone to Watch Award (David Midell)[14]